# بیسترتس (استان بورگاس)
بیسترتس (به بلغاری: Bistrets) یک منطقهٔ مسکونی در بلغارستان است که در استان بورگاس واقع شده‌است.